# Resolutie 928 Veiligheidsraad Verenigde Naties
Resolutie 928 van de Veiligheidsraad van de Verenigde Naties werd unaniem aangenomen op 20 juni 1994. Deze resolutie verlengde de UNOMUR-missie aan de grens van Rwanda met Oeganda een laatste keer.

## Achtergrond
Al tijdens het Belgische koloniale tijdperk was er geweld tussen de Hutu- en de Tutsi-bevolkingsgroepen in Rwanda. Desondanks bleven die laatsten, die in de minderheid waren, de macht uitdragen. 
Na de onafhankelijkheid hield het etnische conflict aan, totdat in 1978 de Hutu's aan de macht verkozen werden. Tijdens deze rustige periode mochten Tutsi-vluchtelingen niet naar Rwanda terugkeren en in de jaren 1980 kwam het opnieuw tot geweld. 
In 1990 vielen Tutsi-milities van het FPR met Oegandese steun Rwanda binnen. Met westerse steun werden zij echter verdreven. Toch werden daaropvolgend vredesgesprekken aangeknoopt.

## Inhoud
De Veiligheidsraad:
- bevestigt de resoluties 812, 846 en 891;
- herinnert aan resolutie 872 die de UNAMIR-missie oprichtte en de resoluties 893, 909, 912, 918 en 925;
- overwoog het rapport van secretaris-generaal Boutros Boutros-Ghali over de VN-Waarnemingsmissie voor Oeganda-Rwanda;
- verwelkomt het feit dat UNOMUR nu op de hele Oeganda/Rwanda-grens toeziet;
- benadrukt het belang van toezicht op het wapenembargo tegen Rwanda;
- bedenkt dat de wapenstroom tot bezorgdheid leidt bij de staakt-het-vuren-gesprekken;

1. verwelkomt het rapport;
2. besluit om het mandaat van UNOMUR voor een laatste keer te verlengen, tot 21 september, en dat het aantal militaire waarnemers in die periode gefaseerd moet afnemen;
3. verzoekt de secretaris-generaal om voor het einde over de afloop van het mandaat te rapporteren;
4. waardeert de medewerking die Oeganda aan UNOMUR verleende;
5. benadrukt het belang van verdere samenwerking;
6. besluit om actief op de hoogte te blijven.

## Verwante resoluties
- Resolutie 918 Veiligheidsraad Verenigde Naties
- Resolutie 925 Veiligheidsraad Verenigde Naties
- Resolutie 929 Veiligheidsraad Verenigde Naties
- Resolutie 935 Veiligheidsraad Verenigde Naties

Lijst ·  893 ·  894 ·  895 ·  896 ·  897 ·  898 ·  899 ·  900 ·  901 ·  902 ·  903 ·  904 ·  905 ·  906 ·  907 ·  908 ·  909 ·  910 ·  911 ·  912 ·  913 ·  914 ·  915 ·  916 ·  917 ·  918 ·  919 ·  920 ·  921 ·  922 ·  923 ·  924 ·  925 ·  926 ·  927 ·  928 ·  929 ·  930 ·  931 ·  932 ·  933 ·  934 ·  935 ·  936 ·  937 ·  938 ·  939 ·  940 ·  941 ·  942 ·  943 ·  944 ·  945 ·  946 ·  947 ·  948 ·  949 ·  950 ·  951 ·  952 ·  953 ·  954 ·  955 ·  956 ·  957 ·  958 ·  959 ·  960 ·  961 ·  962 ·  963 ·  964 ·  965 ·  966 ·  967 ·  968 ·  969